# Women’s Museum of Australia
Das Women’s Museum of Australia ist ein Museum zur Geschichte der Frauen in Australien, das 1993 unter dem Namen National Pioneer Women’s Hall of Fame gegründet wurde. Es befindet sich in den restaurierten Gebäuden des Her Majesty’s Gaol and Labour Prison in Alice Springs im australischen Northern Territory.

## Geschichte
Angestoßen wurde die Gründung durch eine Einwohnerin von Andado, Central Australia. Nach dem Besuch der „Stockman’s Hall of Fame“ in Longreach, Queensland, setzte Molly Clark sich für die Gründung einer ähnlichen Institution für die Pionierinnen des australischen Outback ein. 1993 wurde die National Pioneer Women’s Hall of Fame gegründet und im September 1994 im alten Gerichtsgebäude der Öffentlichkeit zugänglich gemacht. Im März 2007 erhielt das Museum und seine wachsende Sammlung mit dem Umzug in das ehemalige Gefängnis Her Majesty’s Gaol and Labour Prison größere Räumlichkeiten. Der neue Standort wurde durch die Ministerin für Frauenpolitik Marion Scrimgeour eingeweiht, der ersten indigenen Frau im Parlament des Northern Territory. 2019 wurde das Museum in Women’s Museum of Australia umbenannt. Schirmherrinnen des Museums sind die Politikerin Quentin Bryce, ehemalige erste weibliche Generalgouverneurin Australiens, und Gaby Kennard, die erste Australierin, die 1989 alleine in 99 Tagen die Welt mit dem Flugzeug umrundete. Das Museum ist Mitglied der Australian Museums and Galleries Association und des Internationalen Vereins der Frauenmuseen.

## Das Museum
Der Schwerpunkt des Museums liegt auf der Stellung der Frau in der australischen Geschichte. Neben den dauerhaft ausgestellten Sammlungsstücken werden Wechselausstellungen gezeigt und Führungen und Lernmaterialien für Schulklassen unterschiedlicher Altersstufen angeboten. Eine Ausstellung beschäftigt sich mit der Geschichte und dem Gebäude des alten Gefängnisses von Alice Springs, in dem sich das Museum befindet. Die Gebäude und das umgebende Areal sind in der Liste des National Trust of Australia für das Northern Territory erfasst. Das Archiv des Museums enthält Informationen über mehr als 1500 australische Frauen aus verschiedenen Bereichen und ihre Leistungen. Es zeigt in seiner mehr als 2500 Objekte umfassenden Sammlung historische Alltagsobjekte, wie Puppenkleidung, Handarbeiten, Schreibmaschinen, Küchenutensilien, Möbel, Schmuck, Kochbücher und Fotografien. Zu den Ausstellungsstücken gehört auch der Signature Quilt von 3,15 × 2,55 Meter Größe, der zwischen 2000 und 2003 vor Ort erstellt wurde und 343 Namen australischer Frauen enthält, die Pionierinnen auf ihrem Gebiet waren.

## Ausstellungen
Die Dauerausstellungen zur Geschichte der Frauen in Australien sind thematisch gegliedert:
- Ordinary Women, Extraordinary Lives: Ausstellung zum Beitrag australischer Frauen von den 1870er Jahren bis heute zur Erreichung von Gleichberechtigung und den Lebenswegen in größtenteils von Männern dominierten Berufen
- Women at the Heart: Lebensumstände und Alltag der Vordenkerinnen und Impulsgeberinnen aus Zentralaustralien, die ab den 1870er Jahren die Region prägten
- What’s Work Worth?: Kurzfilme, Objekte und Audioinstallationen untersuchen die Beziehungen zwischen Arbeit, Geltung und Geschlecht
- New Voices, New Relationships: Geschichten von ausländischen Frauen in Alice Springs, die soziale, kulturelle und sprachliche Barrieren überwunden haben
- Old Gaol: Informationen zum alten Gefängnis sowie der inhaftierten Personen und Besichtigung der ehemaligen Zellenblöcke[2][7][11]

Wechselausstellungen (Auswahl):
- 2017/18: Unfinished Lines. Fotografien von Riitta Ikonen und Karoline Hjorth
- 2016: „An Exhibition of Prisoner Art and Craft“. Ausstellung über Kunst und Handwerk von Gefangenen in Zusammenarbeit mit dem Alice Springs Correctional Center
- 2016: Desert Honeymoon: Bertha Strehlow and the Peterman Ranges Honeymoon Expedition 1936.
- 2011: The Place of the Kitchen in Central Australian History
- 2011: Desert Harvest History: No Place for a Woman?[12]